# T.E. Lawrence
Thomas Edward Lawrence (født 16. august 1888, død 19. maj 1935) var en britisk arkæolog, officer og forfatter, også kendt som T.E. Lawrence og mest berømt som Lawrence of Arabia. Han blev internationalt kendt for sin rolle som officer ved det arabiske oprør mod det Osmanniske Rige under første verdenskrig. Lawrences offentlige profil var dels et resultat af den amerikanske journalist Lowell Thomas' sensationsprægede rapporter om oprøret og hans efterfølgende foredragsturne, dels af Lawrences beretning om oprøret Seven Pillars of Wisdom. Mange briter ser ham som en af landets største krigshelte, mens mange arabere ser hans rolle som overvurderet i forhold til arabernes egen indsats under kampen for selvstændighed. Lawrence var vidende om, at Frankrig og England før krigens afslutning havde delt det arabiske område imellem sig (Sykes-Picot-aftalen). Derfor har araberne grund til at hævde, at han førte dem bag lyset, når han lovede dem selvstændighed. 
Storfilmen "Lawrence of Arabia" fra 1962 med Peter O'Toole i titelrollen forholder sig meget frit til mange af de historiske begivenheder. 